# Bojarita
La bojarita és un mineral de la classe dels minerals orgànics.

## Característiques
La bojarita és un mineral de fórmula química Cu₃(N₃C₂H₂)₃(OH)Cl₂·6H₂O. Va ser aprovada com a espècie vàlida per l'Associació Mineralògica Internacional l'any 2020. Cristal·litza en el sistema isomètric. La seva duresa a l'escala de Mohs és 2.
L'exemplar que va servir per a determinar l'espècie, el que es coneix com a material tipus, es troba conservat a les col·leccions del Museu Mineralògic Fersmann, de l'Acadèmia de Ciències de Rússia, a Moscou (Rússia), amb el número de registre: 5574/1.

## Formació i jaciments
Va ser descoberta a Xile, concretament als dipòsits de guano de la muntanya Pabellón de Pica, a Chanabaya, dins la província d'Iquique (Regió de Tarapacá), on es troba en forma d'agregats porosos de gra fi, de fins a 1 x 3 x 5 mm, sovint combinats en crostes terrosses. Es tracta de l'únic indret de tot el planeta on ha estat descrita aquesta espècie mineral.